# Theo Pabst

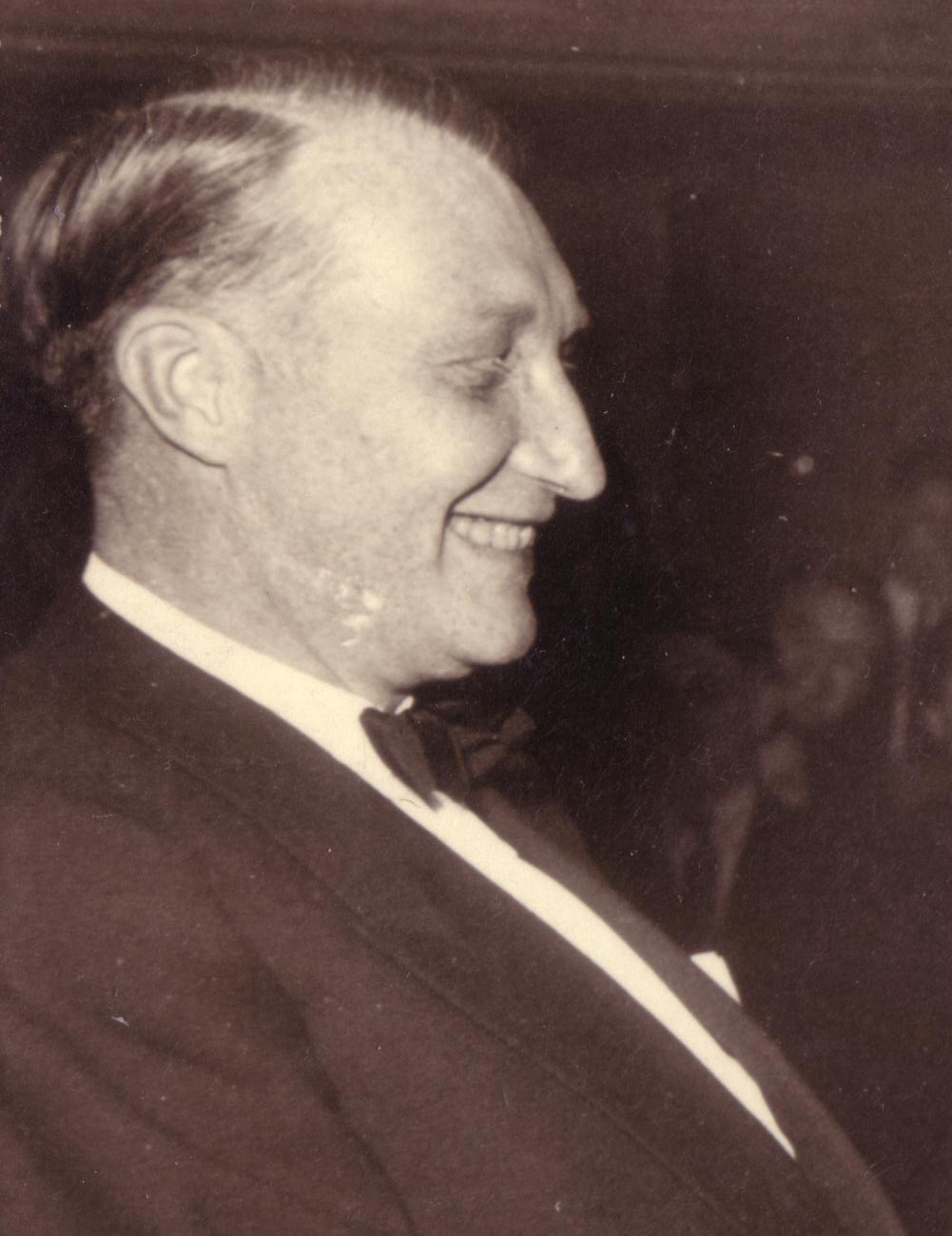
Theo Pabst

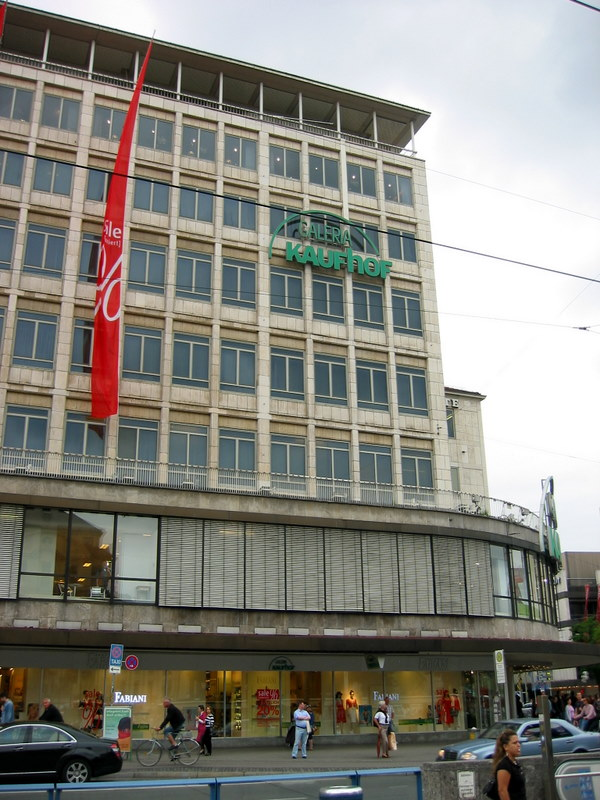
Kaufhof am Stachus, 1950/1951, erster Münchner Kaufhausneubau nach dem Zweiten Weltkrieg

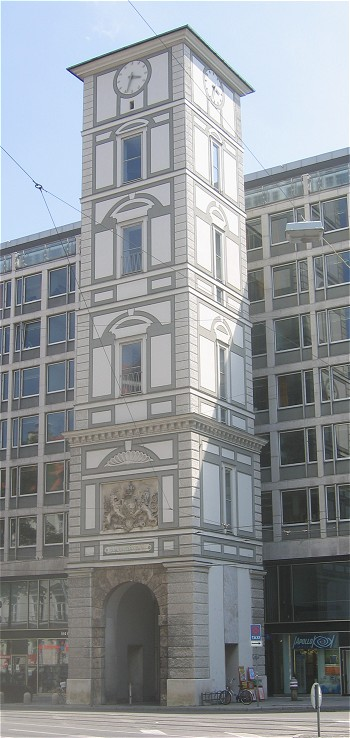
Renaissanceturm der im Zweiten Weltkrieg zerstörten Herzog-Max-Burg

Theodor Pabst (* 14. Januar 1905 in Passau; † 4. Oktober 1979 in München) war ein deutscher Architekt, Baubeamter und Hochschullehrer.

## Leben
Theo Pabst wurde 1905 als Sohn des Königlich-Bayerischen Eisenbahngeometers Theodor Pabst und seiner Ehefrau in Passau geboren. 1910 wurde der Vater nach Regensburg versetzt, wo Pabst den Ersten Weltkrieg und die Nachkriegszeit erlebte. 1921 zog die Familie nach München. Theo Pabst nahm sein Architekturstudium an der Technischen Hochschule München im Wintersemester 1924 auf. In seinen Memoiren hebt er besonders den Unterricht bei Theodor Fischer und German Bestelmeyer hervor. Im Jahr 1929 legte er seine Diplom-Hauptprüfung mit dem Ergebnis „sehr gut bestanden“ ab.
Schon während des Studiums nahm Pabst erfolgreich an Wettbewerben teil. Im Wettbewerb Siedlung Isarhöhe erreichte er den ersten Platz, in weiteren Wettbewerben erreichte er zweite und dritte Plätze. Nach dem Studium arbeitete er als Baureferendar bei der Oberpostdirektion München unter Oberbaurat Franz Holzhammer. Dort absolvierte er die Große Staatsprüfung 1931 (Regierungsbaumeister). Da er keine Arbeit fand, wechselte er ins Büro seines Kommilitonen Albert Heinrich Steiner in Zürich. 1933 erhielt er den Auftrag einer Postgebäudeanlage in Forchheim.
Zum 1. Mai 1933 trat Pabst in die NSDAP ein (Mitgliedsnummer 3.211.227), angeblich um u. a. an Wettbewerben teilnehmen zu können und seine Chancen auf eine Anstellung zu verbessern. Er war außerdem NSDAP-Hauswart und Blockhelfer der NSV. Ab 1935 war er städtischer Baubeamter bei der Münchener Lokalbaukommission. In dieser „ereignisarmen Zeit“ nahm er in seiner freien Zeit an Wettbewerben teil. Von 1939 bis 1945 wurde er mehrfach zum Kriegsdienst eingezogen. Von 1941 bis 1945 war er Baurat der Luftwaffe im Majorsrang in Russland. Über seine genaue Tätigkeit als Baurat der Luftwaffe schweigt Pabst in seinen Memoiren. Nach vier Jahren Kriegsdienst kehrte er im Frühsommer 1945 nach München zurück und eröffnete ein eigenes Architekturbüro. Nach seinen eigenen Aussagen war Pabst von der Entnazifizierung nicht betroffen. Im Entnazifizierungsverfahren wurde er als Mitläufer eingestuft.
1948 erhielt er auf Empfehlung von Ernst Neufert zunächst eine Lehrstuhlvertretung der Professor für Baukunst an der Technischen Hochschule Darmstadt. Er sollte damit die Nachfolge von Rudolf Geil antreten, der im Oktober 1945 aus dem Staatsdienst entlassen worden war. Nach einem umstrittenen Verfahren erhielt Pabst schließlich am 17. Juni 1949 den formellen Ruf. Der Lehrstuhl für Hochbaukonstruktion erhielt später die Bezeichnung Entwerfen und Hochbaukonstruktionen. Pabst lehrte an der TH Darmstadt bis 1972. Zu diesem Zeitpunkt verließ er vorzeitig die Hochschule, nachdem er durch die Auseinandersetzungen mit den Studenten zermürbt worden war.
Während seiner Tätigkeit als Professor an der TH Darmstadt war er zweimal Dekan der Fakultät für Architektur.
Zu seinen wichtigsten Werken gehören der Kaufhof am Stachus, erster Münchener Kaufhausneubau nach Kriegsende, und das zusammen mit Sep Ruf errichtete Justizgebäude Neue Maxburg in München, das als eines der gelungensten Beispiele für eine Verbindung traditioneller Gebäudereste (der Renaissanceturm) mit einem offen sichtbaren, aber dennoch leicht und elegant wirkenden Stahlbetonskelett gilt.
Nach seinem Ausscheiden aus der TH Darmstadt 1972 verkaufte Pabst sein Wohnhaus und zog nach Ottobrunn. Theo Pabst starb im Oktober 1979 in München.

## Werk

### Ausgeführte Bauten
- 1929/30: Wohnhaus Hiel, Großhesselohe, Siedlung Isarhöhe bei München
- 1929/30: Wohnhaus von Zerboni in München-Pasing
- 1929/30: Wohnhaus Wortmann in München-Herzogpark
- 1930/31: Postgebäude in Forchheim
- 1933/34: Fliegerhorst Göppingen, getarnt als Zweigstelle der Deutschen Verkehrsfliegerschule in Göppingen
- 1934: Eisanlage des Olympia-Kunsteisstadions in Garmisch-Partenkirchen
- 1934: Wohnhaus der NS-Mustersiedlung Ramersdorf (mit Christoph Miller)
- 1947/48: Stadtsparkasse Passau (Abriss 1964)
- 1950/51: Merckhaus in Darmstadt
- 1954/55: Institut für Massivbau an der TH Darmstadt, Alexanderstraße (Abriss 2004)
- 1950er: Heizkraftwerk Theresienstraße in München
- 1953: Wohnhaus und Atelier Gotthelf Schlotter „Haus am Wald“
- 1950/51: Kaufhof am Stachus in München
- 1953–1957: Justizgebäude Neue Maxburg, München (mit Sep Ruf)
- 1953/54: Rüstzeitenheim Arnoldshain (Evangelische Akademie)
- 1956/57: Kunsthalle Darmstadt, Darmstadt
- 1955–1957: Wohnhaus Pabst, am Breitwiesenberg in Darmstadt
- 1960–1965: Neustädter Rathaus in Hanau
- 1957: evangelische Kirche und Pfarrhaus der Luthergemeinde in Rüsselsheim (mit Werner Lippert)
- 1960: Gemeindezentrum Luthergemeinde in Rüsselsheim (mit Alfred Hörr)
- 1953/54: Sparkasse in Obernburg am Main
- 1962/63: Kraftwerk in Aschaffenburg
- 1964–1966: Mannheimer Kunstverein
- 1966: Kindergarten und Wohnheim der Luthergemeinde in Rüsselsheim (mit Alfred Hörr)
- 1968: Ausstellungsgebäude des Mannheimer Kunstvereins

### Wettbewerbe
- 1927: Siedlung an der Großhesseloher Brücke, München
- 1927: Siedlung Isarhöhe (1. Preis)
- 1927: Gartenstadt Harlaching (in engerer Wahl)
- 1928: Hallenschwimmbad München-Nord (mit cand. arch. Willy Appel, Ankauf)
- 1928: Krankenhaus Memmingen (mit Karl Erdmannsdorffer und Fritz Schleifer, 2. Preis)
- 1928: Siedlung Trudering (1. und 2. Preis)
- 1931: Neuer Münchner Glaspalast (3. Preis)
- 1932/1933: Kunstausstellungsgebäude, München (3. Preis)
- 1933: NS-Mustersiedlung Ramersdorf bei München (mit Christoph Miller)
- 1934: Reichsführerschule der NSDAP, Neu-Grünwald bei München (mit Christoph Miller; 2. Gruppe, 500 Reichsmark)
- 1934: Schlageter-Forum Düsseldorf (Ankauf)
- 1935: evangelische Kirche, München-Bogenhausen (3. Preis)
- 1935: Moltkeplatz, Regensburg (3. Preis)
- 1936: Sparkasse im Tal, München (1. Preis, 1.000 Reichsmark)
- 1936: Schulhaus, Allach bei München (mit Luitpold Hager; Ankauf)
- 1936/1937: Landesfinanzamt München, Meiserstraße 2 / Sophienstraße 6 (1. Preis)
- 1938: Hochschulstadt Berlin (mit Johannes Ludwig)
- 1938: Haus der NSDAP, Regensburg (mit Raimund Thoma; 1. Preis)
- 1938/1939: Haus des Kurgastes, Wildbad (mit Johannes Ludwig; Ankauf)
- 1939: Neuer Hauptbahnhof München
- 1940: Kinderkrankenhaus, Leipzig (mit Johannes Ludwig; Ankauf, 5.500 Reichsmark)
- 1946/1947: Sparkasse Würzburg (1. Preis)
- 1948: Burgplatz, Duisburg (mit Albert Heildinger)
- 1948: Domplatz Fulda
- 1948: Kürschnerhof, Würzburg (mit Heichlinger; Ankauf)
- 1950: Merck-Haus, Rheinstrasse 7 und 9 in Darmstadt (mit Christoph Miller 1. Preis)
- 1951: Quellengebiet, Wiesbaden (mit Hubert Pinand; 1. Preis)
- 1952: Maxburg München (1. und 2. Preis)
- 1953: Erweiterung der TH Darmstadt, Darmstadt (1. Preis)